# Cosac Naify
Cosac Naify ([koˈzak ˈnejfi]) é uma editora brasileira fundada por Charles Cosac e Michael Naify em 1996 em São Paulo, que publicava livros de arte, arquitetura, cinema, dança, design, fotografia, infantojuvenil, literatura, moda, música, antropologia, sociologia, e teatro. Era conhecida por suas edições de luxo. 
Após 8 anos fechada, a editora reabriu em 2023 com o nome Cosac Edições.

## Histórico
A história da Cosac Naify começou em junho de 1997, quando as livrarias brasileiras receberam o volume Barroco de Lírios, de Tunga. Com mais de dez tipos de papéis e 200 ilustrações, o livro criado por um dos principais artistas contemporâneos do mundo tinha recursos como a fotografia de uma trança que, desdobrada, chegava a um metro de comprimento.
Primeiro, vieram as artes plásticas, área na qual a editora publicou mais de cem títulos, incluindo 50 monografias sobre artistas brasileiros e títulos da crítica de arte nunca antes traduzidos para o português, como os três volumes de História da arte italiana, de Giulio Carlo Argan, e Piero della Francesca, de Roberto Longhi, com introdução de Carlo Ginzburg.
A editora também publicou ficção, em edições de títulos como Os Miseráveis, Anna Kariênina e Moby Dick, além de nomes da literatura moderna como o americano William Faulkner e o brasileiro João Antônio. Também publica o espanhol Enrique Vila-Matas, os russos Dostoiévski, Gontcharov e Turguêniev,  o argentino Alan Pauls, o alemão Ingo Schulze, o mexicano Mario Bellatin, o francês J. M. G. Le Clézio (Prêmio Nobel de 2008), entre outros. Editou obras de Murilo Mendes, Glauber Rocha e Manuel Bandeira. A editora também publicou ensaístas recentes (que viveram ou vivem até o século XXI), tais como: Bento Prado Jr., Fernando Novais, Davi Arrigucci Jr., Ismail Xavier, Eduardo Viveiros de Castro e Ferreira Gullar.
Os títulos infantojuvenis englobam desde obras como O livro inclinado (1909), de Peter Newell, e Na noite escura (1958), de Bruno Munari; até livros feitos por jovens criadores brasileiros, como Lampião & Lancelote, de Fernando Vilela, um dos livros brasileiros mais premiados de todos os tempos, inclusive pela Feira de Bologna, que em 2010 premiou Tchibum!'.
Outro carro-chefe da Cosac são os livros de arquitetura. A editora publica a obra do Prêmio Pritzker de 2006, Paulo Mendes da Rocha, num catálogo que tem obras de e sobre alguns dos criadores mais importantes da arquitetura brasileira: de Oscar Niemeyer a Vilanova Artigas, de Lucio Costa a Joaquim Guedes, de Vital Brazil a Lina Bo Bardi. Em 2015 lançou O complexo arte arquitetura, de Hal Foster.

## Encerramento das atividades
Em 30 de novembro de 2015, Charles Cosac anuncia o encerramento das atividades da editora. Dentre as causas do fechamento da Cosac Naify, Charles elencou a crise econômica brasileira, a alta do dólar, o aumento da inflação e a burocrática legislação vigente no país. A Amazon e a Cosac Naify fecharam um acordo para que todos os livros disponíveis no estoque da editora, bem como possíveis reimpressões do catálogo e lançamentos anteriormente previstos até 2017, sejam disponibilizados exclusivamente na Amazon.com.br.

## Retomada das atividades
Oito anos depois o encerramento das atividades da Cosac & Naify, Charles Cosac, radicado novamente em São Paulo, reativou o CNPJ de sua extinta editora e a reformulou sob o nome "Cosac" – Michael Naify, seu sócio original, deixou o mercado editorial e voltou-se a uma carreira como fotógrafo. Em entrevista publicada no dia 22 de novembro de 2023 pela Folha de S.Paulo, ele declarou que a nova editora operará em menor escopo, com foco majoritariamente voltado para livros fotográficos sobre joias, artes plásticas e publicações de cunho acadêmico.
O primeiro lançamento da nova empreitada é um livro do artista plástico Siron Franco, e entre os demais projetos em andamento estão uma caixa com dois volumes de livros fotográficos que exploram a temática da joalheria afro-brasileira na Bahia dos séculos XVIII e XIX, com foco no trabalho de Florinda Anna do Nascimento, alforriada que tornou-se uma reconhecida ourives. Entre os planos, estão eventuais reedições de trabalhos originalmente publicados pela antiga Cosac & Naify, como coletâneas de ensaios de Ismail Xavier. Na entrevista à Folha, Cosac ressaltou que a nova editora não participará de eventos literários de maior porte, e apontou que a distribuição dos novos lançamentos será restrita a um número seleto de livrarias e ao varejo digital, em uma abordagem que busca distância do mercado editorial tradicional.

## Alguns títulos do catálogo
- Contos completos, Guerra e Paz, de Liev Tolstói
- História da arte italiana, em 3 volumes, de Giulio Carlo Argan
- Piero de la Francesca, de Roberto Longhi, com introdução de Carlo Ginzburg
- Tangled Alphabets: León Ferrari and Mira Schendel, coeditado com o MoMA, de Nova Iorque
- O livro inclinado, de Peter Newell
- Na noite escura, de Bruno Munari
- A História do design gráfico, de Philip B. Meggs, com 1300 imagens coloridas
- Coleção Prosa do Mundo, série de clássicos como Tolstoi, Samuel Beckett, Bertolt Brecht, Edgar Allan Poe, Gustave Flaubert, Luigi Pirandello
- Coleção Mulheres Modernistas, que reúne escritoras como Virginia Woolf, Karen Blixen, Flannery O’Connor, Katherine Mansfield, Marguerite Duras e Gertrude Stein
- Os Miseráveis, de Victor Hugo
- Anna Kariênina, de Tolstói
- Moby Dick, de Herman Melville
- Bartleby, o escrivão, de Herman Melville
- O diabo e outras histórias, de Tolstói
- Niels Lyhne, de Jens Peter Jacobsen
- Contos da Mamãe Gansa, de Charles Perrault
- Contos Maravilhosos Infantis e Domésticos, dos Irmãos Grimm
- O Vermelho e o Negro, de Stendhal